# Oronzo Lorusso
Oronzo Lorusso (Cisternino, 17 aprile 1917 – Bari, 16 settembre 1996) è stato un generale e aviatore italiano.
Pluridecorato pilota di aerosiluranti della Regia Aeronautica durante la seconda guerra mondiale, al termine del conflitto transitò nella neocostituita Aeronautica Militare, ricoprendo svariati incarichi in seno alla IV Zona Aerea Territoriale, e in seguito alla III Regione Aerea.

## Biografia
Nacque a Cisternino (provincia di Brindisi) il 17 aprile 1917, e dopo aver conseguito il diploma magistrale presso l'Istituto "Luigi Razza" di Taranto, il 21 dicembre 1938 si arruolò volontario nella Regia Aeronautica come Allievo Ufficiale di complemento. Conseguì il brevetto di pilota d'aeroplano su velivolo da addestramento Breda Ba.25 il 29 luglio 1939, e quello di pilota militare il 18 ottobre dello stesso anno. 
Dopo la nomina a sottotenente di complemento, entrò in servizio presso il 13º Stormo Bombardamento Terrestre di stanza sull'aeroporto di Piacenza-San Damiano, passando il 19 gennaio 1940 al 46º Stormo Bombardamento Terrestre, L'8 agosto dello stesso anno fu trasferito al 105º Gruppo Autonomo Bombardamento Terrestre di stanza a Catania. Il 23 ottobre venne assegnato all'Aviazione dell'Albania, prendendo parte alle operazioni belliche sulla Grecia. Rientrato in Italia il 20 gennaio 1941, prende servizio sull'aeroporto di Bari-Palese. Il 28 aprile successivo è promosso al grado di sottotenente in servizio permanente effettivo (SPE) per merito di guerra, rientrando in seno al 46º Stormo B.T. il 15 maggio seguente. Il 21 giugno è insignito per la prima volta con la Medaglia d'argento al valor militare.
Dopo la conversione dello stormo alla specialità aerosiluranti, avvenuta il 1 maggio 1942, prende parte a numerose azioni belliche, tra cui la battaglia di mezzo agosto dove è decorato con una Medaglia di bronzo, e ottiene una seconda Medaglia d'argento al valor militare, assegnatagli “sul campo” mentre prestava servizio presso il 132º Gruppo Autonomo Aerosiluranti. 
Alla data dell'armistizio dell'8 settembre 1943 rimane fedele al legittimo governo Badoglio, e a partire dal 15 ottobre seguente fu assegnato al 132º Gruppo Bombardieri, costituitosi sull'aeroporto di Lecce-Galatina forte di ventuno trimotori S.79 Sparviero e otto S.M.84, e poi, a partire dal luglio 1944, allo Stormo Baltimore dell'Italian Co-Belligerent Air Force, equipaggiato con i bombardieri bimotori Martin 187 Baltimore. Prende parte a numerose azioni belliche sui cieli dell'Italia e dei Balcani, ed al termine delle ostilità risulta decorato con tre Medaglie d'argento, una di bronzo e una Croce di guerra al valor militare.
Transitato nell'Aeronautica Militare Italiana verso la fine del 1949 entrò in servizio presso il Centro Addestramento al Volo della IV Regione Aerea, mentre nel febbraio 1952 comandò la 2ª Squadriglia del Centro Addestramento al Volo. Con decorrenza 1 febbraio 1952 fu trasferito al Comando della IV Zona Aerea Territoriale, operativa sul Lungomare di Bari. Dal 14 ottobre 1953 al 4 luglio 1954 frequentò il corso per ufficiali presso la Scuola di guerra aerea di Firenze. Promosso maggiore pilota “a scelta” a partire dal 1 gennaio 1956, è promosso al grado di tenente colonnello il 31 dicembre 1958. Dal 5 novembre 1959 al 1 ottobre 1960 ricoprì l'incarico di Vice Comandante, e poi di Comandante “interinale”, del Centro Addestramento al Volo della IV Z.A.T. dislocato sull'aeroporto di Bari-Palese e dopo la frequenza del Corso Superiore per Ufficiali del ruolo naviganti presso la Scuola di Guerra Aerea di Firenze, dal 1 ottobre 1961 al 9 luglio 1962 quello di comandante del Centro Addestramento al Volo della IV Z.A.T. Dal 6 maggio 1962 al 10 giugno 1964 prestò servizio come giudice presso il Tribunale militare territoriale di Bari, e dal 20 agosto 1962 al 6 settembre 1966 svolse l'incarico di Capo dell'Ufficio Aeroporti e Trasporti della Direzione Servizi del Comando delle neocostituita III Regione Aerea. 
Il 31 dicembre 1964 venne promosso al grado di colonnello, ed a partire dal 6 settembre 1966 ricoprì l'incarico di Comandante del Reparto Volo della III Regione Aerea, mantenendolo fino al 3 ottobre 1968. Il 4 ottobre dello stesso anno diviene Direttore dei Servizi della III Regione Aerea, venendo collocato “a disposizione”  il 1 gennaio 1972, promosso quello stesso giorno al grado di generale di brigata aerea. Rimasto in servizio il 28 febbraio 1974 viene messo in congedo definitivo. Promosso generale di divisione aerea  il 9 ottobre 1980, a decorrere dal 21 giugno 1994 diviene generale di squadra aerea “a titolo onorifico”.
Muore in un incidente stradale la sera del 16 settembre 1996, mentre con la propria autovettura rientrava a Cisternino, proveniente da Bari, tamponato violentemente da un’altra auto di grossa cilindrata che procedeva in direzione di Brindisi.

### Annotazioni
1. ↑  Si trattava del 13º Corso Normale per Ufficiali del ruolo naviganti.
2. ↑  Dal 1 gennaio 1953 al 5 novembre 1959 ricoprì l'incarico di Aiutante di Volo del Comandante della IV Zona Aerea Territoriale.
3. ↑  Tale unità era subentrata alla IV Zona Aerea Territoriale, e aveva il suo comando presso l'aeroporto di Bari-Palese.
4. ↑  In base all'articolo 50 del R.D.L. 31 dicembre 1928 n° 3458 del 30 dicembre 1973.
5. ↑  Egli decedette sul colpo, mentre la sorella Antonia, che era con lui, rimase gravemente ferita.

### Fonti
1. 1 2 3 4 5 6 7 8 9 10 11 12  Cersòsimo 2012, p. 22.
2. 1 2 3  Ufficio Storico dell'Aeronautica Militare 1977, p. 145.
3. 1 2 3  Ufficio Storico dell'Aeronautica Militare 1977, p. 146.
4. ↑  Molteni 2012, p. 474.
5. 1 2  Ufficio Storico dell'Aeronautica Militare 1977, p. 187.
6. ↑  Ufficio Storico dell'Aeronautica Militare 1977, p. 189.
7. 1 2 3 4 5 6 7 8 9 10 11 12 13  Cersòsimo 2012, p. 23.
8. ↑  Bollettino Ufficiale 1972 disp. 14 pag. 784.
9. ↑  Ai sensi della Legge 325/1990, Bollettino Ufficiale 1995 disp. 18 pag. 6.
10. ↑  Bollettino Ufficiale 1941 Suppl. 5 pag. 22.
11. ↑  Bollettino Ufficiale 1943, disp. 24 pag. 1475.
12. ↑  Bollettino Ufficiale 1943 Suppl. n° 13 pag. 21.
13. ↑  Bollettino Ufficiale 1947 Disp. n° 17 pag. 1268.

### Periodici
- Fabio Bianchi, Antonio Marazziti, Gli aerosiluranti italiani 1940-1945. I reparti, le macchine, le imprese, in Storia Militare Dossier, n. 14, Parma, Ermanno Albertelli Editore, giugno 2014.
- Giovanni Battista Cersòsimo, Il Generale Pilota Oronzo Lorusso, decorato“sul campo” con tre Medaglie d’Argento (1941, 1943, 1947) ed una di Bronzo al Valor Militare, in Corriere dell'Aviatore, n. 3/4, Roma, Associazione Nazionale Ufficiali Aeronautica, marzo-aprile 2012,  pp. 22-23.